# Jordy Weiss
Pour les articles homonymes, voir Weiss.
Jordy Weiss, dit « El Gitano », est un boxeur français né le 28 avril 1993. Il a grandi en Seine-Maritime avant de rejoindre Laval et son centre d’entraînement. Il est membre du Stade lavallois omnisports.

## Biographie
Originaire d'une famille de gens du voyage, Weiss raconte avoir débuté la boxe à 8 ans, lors d'un combat à Laval. Il débute alors la pratique et obtient deux fois le titre de Champion de France en boxe éducative, avant de devenir amateur, puis professionnel à partir de 2011.
Jordy Weiss remporte en 2017 sa première ceinture, la WBC Méditerranée Welter, contre le boxeur espagnol Jonathan Valero. Il devient ensuite champion UER Welter en 2018 contre l'espagnol José Del Rio , et conserve son titre en 2019.
Il poursuit sa carrière en obtenant plusieurs ceintures internationale, dont l'IBO Continental Welter 2021 puis, en octobre 2022, la ceinture IBO Inter-Continental Welter. Il est classé 1er du top 10 français, 2e EBU, Champion de l’Union européenne et ceinture méditerranéenne.
Il est entraîné par Ryan Barrett en Angleterre et Djamel Meghari au Red Star de Saint-Ouen.
En avril 2023, il est opposé au boxeur Jon miguez pour la ceinture EBU Welters, à l'issue d'un combat très animé, les arbitres décideront d'un match nul entre les 2 boxeurs.
En novembre 2023, sur ses terres, Jordy Weiss, obtient le titre de Champion d'Europe contre Meriton Karaxha à l'Espace Mayenne. 

## Vie privée
Il est ami avec Kendji Girac.

## Filmographie
La plateforme de Streaming vidéo BrutX a sorti un documentaire intitulé Marave, réalisé par Cyril Domanico et entre autres consacré à Jordy Weiss.

## Palmarès en boxe anglaise

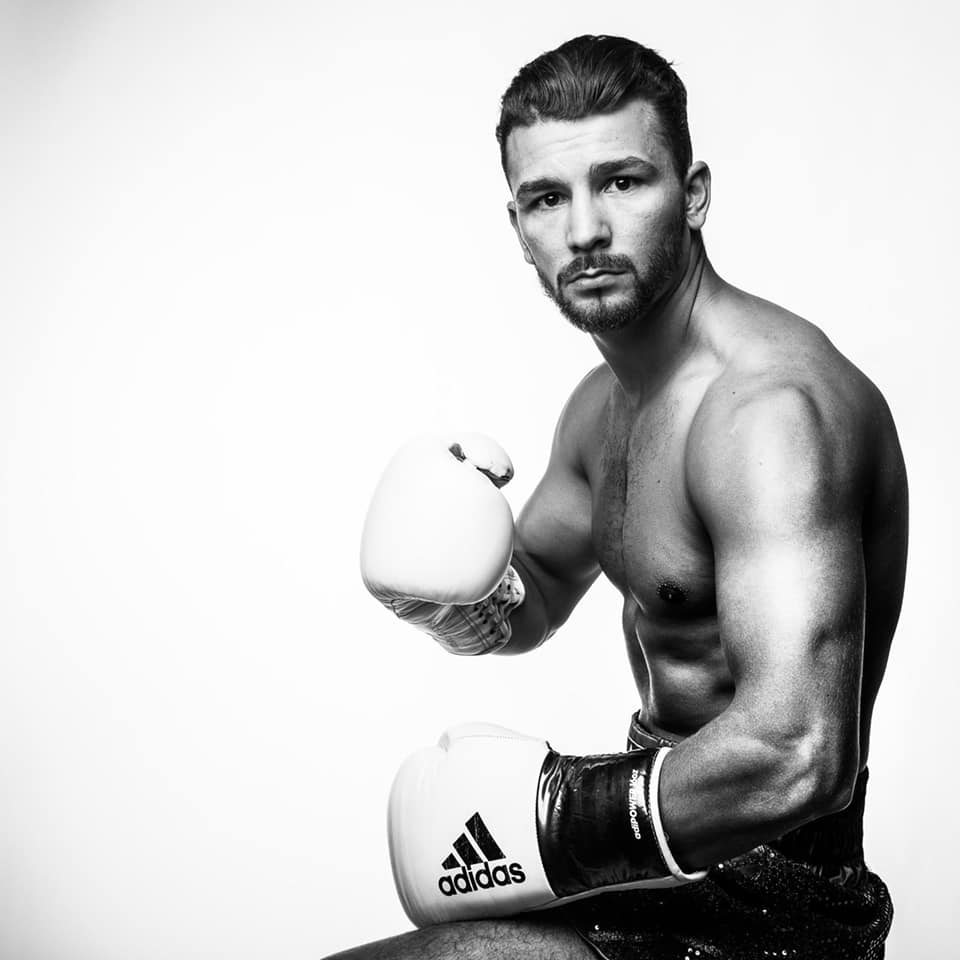
Jordy Weiss "El Gitano"

- 2023: Champion d'Europe[9] EBU
- 2022: Inter-Continental Welter IBO
- 2021: Champion Continental IBO[10]
- 2021: Champion International WBA
- 2019: Champion de l’Union Européenne
- 2018: Champion de l’Union Européenne
- 2017: Champion WBC Méditerranée